# سیارک ۴۰۰۴
سیارک ۴۰۰۴ (به انگلیسی: 4004 Listʹev، نامگذاری:1971SN1) چهار هزار و چهارمین سیارک کشف شده‌است که در ۱۶ سپتامبر ۱۹۷۱ کشف شد.
قدر مطلق سیارک برابر ۱۲٫۰۰ است.